# Liste der Biografien/Pea
Liste der Biografien |
Portal Biografien |
Personensuche
# |
A |
B |
C |
D |
E |
F |
G |
H |
I |
J |
K |
L |
M |
N |
O |
P |
Q |
R |
S |
T |
U |
V |
W |
X |
Y |
Z |
?
 
Pa |
Pc |
Pe |
Pf |
Ph |
Pi |
Pj |
Pk |
Pl |
Pm |
Pn |
Po |
Pr |
Ps |
Pt |
Pu |
Pv |
Pw |
Py
 
Pea |
Peb |
Pec |
Ped |
Pee |
Pef |
Peg |
Peh |
Pei |
Pej |
Pek |
Pel |
Pem |
Pen |
Peo |
Pep |
Peq |
Per |
Pes |
Pet |
Peu |
Pev |
Pew |
Pex |
Pey |
Pez
Die Liste der Biografien führt alle Personen auf, die in der deutschsprachigen Wikipedia einen Artikel haben. Dieses ist eine Teilliste mit 361 Einträgen von Personen, deren Namen mit den Buchstaben „Pea“ beginnt.

## Pea
- Pea, Enrico (1881–1958), italienischer Schriftsteller

### Peab
- Peabody, Elizabeth P. (1804–1894), US-amerikanische Schriftstellerin und Pädagogin
- Peabody, Endicott (1920–1997), US-amerikanischer Politiker
- Peabody, George (1795–1869), US-amerikanischer Unternehmer und Philanthrop
- Peabody, George Foster (1852–1938), New Yorker Investment-Banker und Mäzen
- Peabody, James Hamilton (1852–1917), US-amerikanischer Politiker
- Peabody, Julian (1881–1935), US-amerikanischer Architekt
- Peabody, Nathaniel (1741–1823), US-amerikanischer Politiker
- Peabody, Paul E. (1892–1979), US-amerikanischer Offizier, Generalmajor der US-Army
- Peabody, Sandra (* 1948), US-amerikanische Schauspielerin, Autorin und Produzentin
- Peabody, Sue (* 1960), US-amerikanische Historikerin
- Peabody, Terrence E. (* 1939), Geschäftsmann mit US-amerikanischen Wurzeln

### Peac
- Peace Pilgrim (1908–1981), US-amerikanische Pazifistin und Autorin
- Peace, David (* 1967), britischer KrimiautorDavid Peace (* 1967)

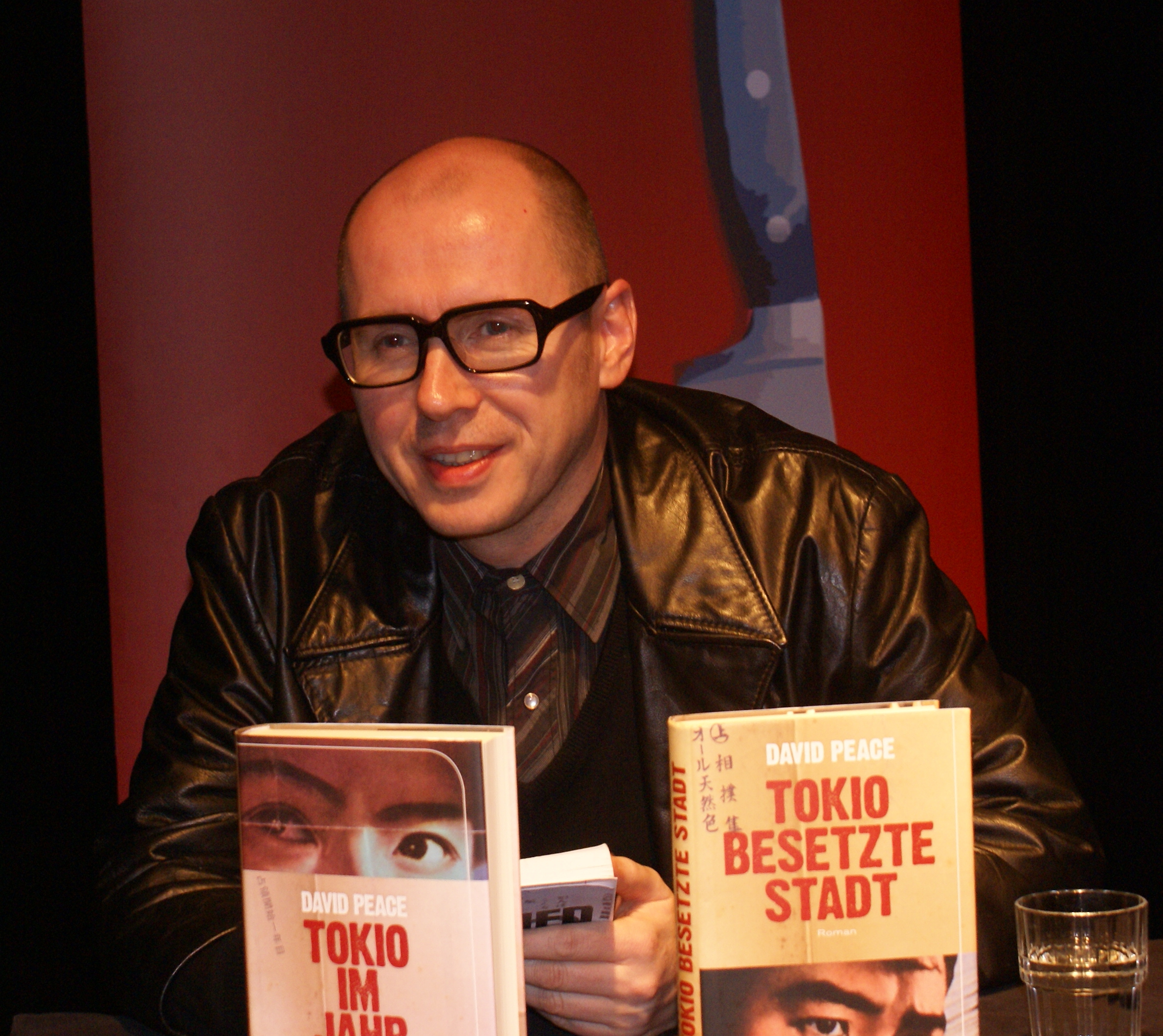
David Peace (* 1967)

- Peace, Doug (1919–2000), kanadischer Radrennfahrer
- Peace, James (* 1963), schottischer Komponist und Konzertpianist
- Peace, Roger C. (1899–1968), US-amerikanischer Politiker
- Peace, Stephen (* 1953), US-amerikanischer Politiker, Schauspieler, Drehbuchautor und Filmproduzent
- Peaceman, Donald W. (1926–2017), US-amerikanischer Chemieingenieur und Mathematiker
- PEaCH (* 1966), Schweizer Musiker, Musikproduzent und Songwriter
- Peach, Benjamin Neeve (1842–1926), britischer Geologe und Paläontologe
- Peach, Daryl (* 1972), englischer Poolbillardspieler
- Peach, David (* 1951), englischer Fußballspieler
- Peach, Justin (* 1982), deutschamerikanischer Dokumentarfilmer und Kameramann
- Peach, Stuart (* 1956), britischer Air Chief Marshal
- Peach, Timothy (* 1963), britisch-deutscher SchauspielerTimothy Peach (* 1963)

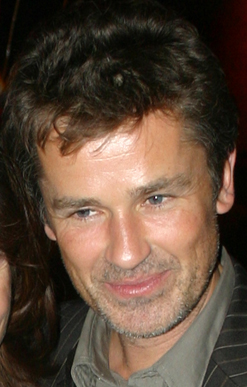
Timothy Peach (* 1963)

- Peaches (* 1966), kanadische Electroclash-Sängerin
- Peacock, Alan (1937–2025), englischer Fußballspieler
- Peacock, Alan T. (1922–2014), britischer Volkswirt
- Peacock, Alexander (1861–1933), australischer Premierminister von Victoria
- Peacock, Andrew (1939–2021), australischer Politiker und Diplomat
- Peacock, Annette (* 1941), US-amerikanische Musikerin (Sängerin, Keyboarderin und Komponistin)Annette Peacock (* 1941)

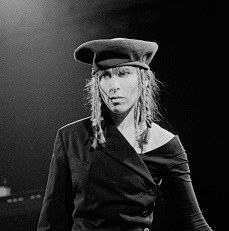
Annette Peacock (* 1941)

- Peacock, Bertie (1928–2004), nordirischer Fußballspieler und -trainer
- Peacock, Burnie (1921–1997), US-amerikanischer R&B- und Jazzmusiker
- Peacock, Christopher, US-amerikanischer Pianist
- Peacock, Craig (* 1988), britischer Eishockeyspieler
- Peacock, Cyril (1929–1992), englischer Radrennfahrer
- Peacock, Daniel (* 1958), britischer Schauspieler, Synchronsprecher, Filmregisseur, Filmproduzent und Drehbuchautor
- Peacock, Darren (* 1968), englischer Fußballspieler
- Peacock, Ethel, australische Badmintonspielerin
- Peacock, Eulace (1914–1996), US-amerikanischer Leichtathlet
- Peacock, Gary (1935–2020), US-amerikanischer Jazz-Bassist
- Peacock, George (1791–1858), britischer Mathematiker
- Peacock, Graham (* 1945), britischer Künstler
- Peacock, Hamish (* 1990), australischer Speerwerfer
- Peacock, Harry (* 1978), britischer Schauspieler, Synchronsprecher und Komiker
- Peacock, Irene (1892–1978), südafrikanische Tennisspielerin
- Peacock, Jamie (* 1977), englischer Rugby-League-Spieler
- Peacock, John A. (* 1956), britischer Astronom
- Peacock, Kenneth (1902–1968), britischer Autorennfahrer
- Peacock, Kenneth (1922–2000), kanadischer Musikwissenschaftler, Komponist und Pianist
- Peacock, Kim (1901–1966), britischer Schauspieler, Hörspielsprecher und Drehbuchautor
- Peacock, Martin A. (1898–1950), kanadischer Mineraloge
- Peacock, Millie (1870–1948), Parlamentssprecherin von Victoria (Australien)
- Peacock, Peter (* 1952), schottischer Politiker
- Peacock, Richard (1820–1889), englischer Ingenieur und Parlamentsabgeordneter und einer der Gründer des Lokomotivenherstellers Beyer-Peacock
- Peacock, Shane (* 1973), kanadisch-deutscher Eishockeyspieler
- Peacock, Stephanie (* 1986), britische Abgeordnete
- Peacock, Thomas Love (1785–1866), britischer Schriftsteller und Literaturkritiker
- Peacock, Trevor (1931–2021), britischer Schauspieler, Theaterschaffender, Drehbuchautor und Songwriter
- Peacock, Tyke (* 1961), US-amerikanischer Hochspringer
- Peacock, William (1891–1948), britischer Wasserballspieler
- Peacock, Zachery (* 1987), US-amerikanischer Basketballspieler
- Peacock-Farrell, Bailey (* 1996), nordirischer Fußballtorhüter
- Peacocke, Arthur (1924–2006), englischer Biochemiker und Theologe
- Peacocke, Steve (* 1981), australischer SchauspielerSteve Peacocke (* 1981)

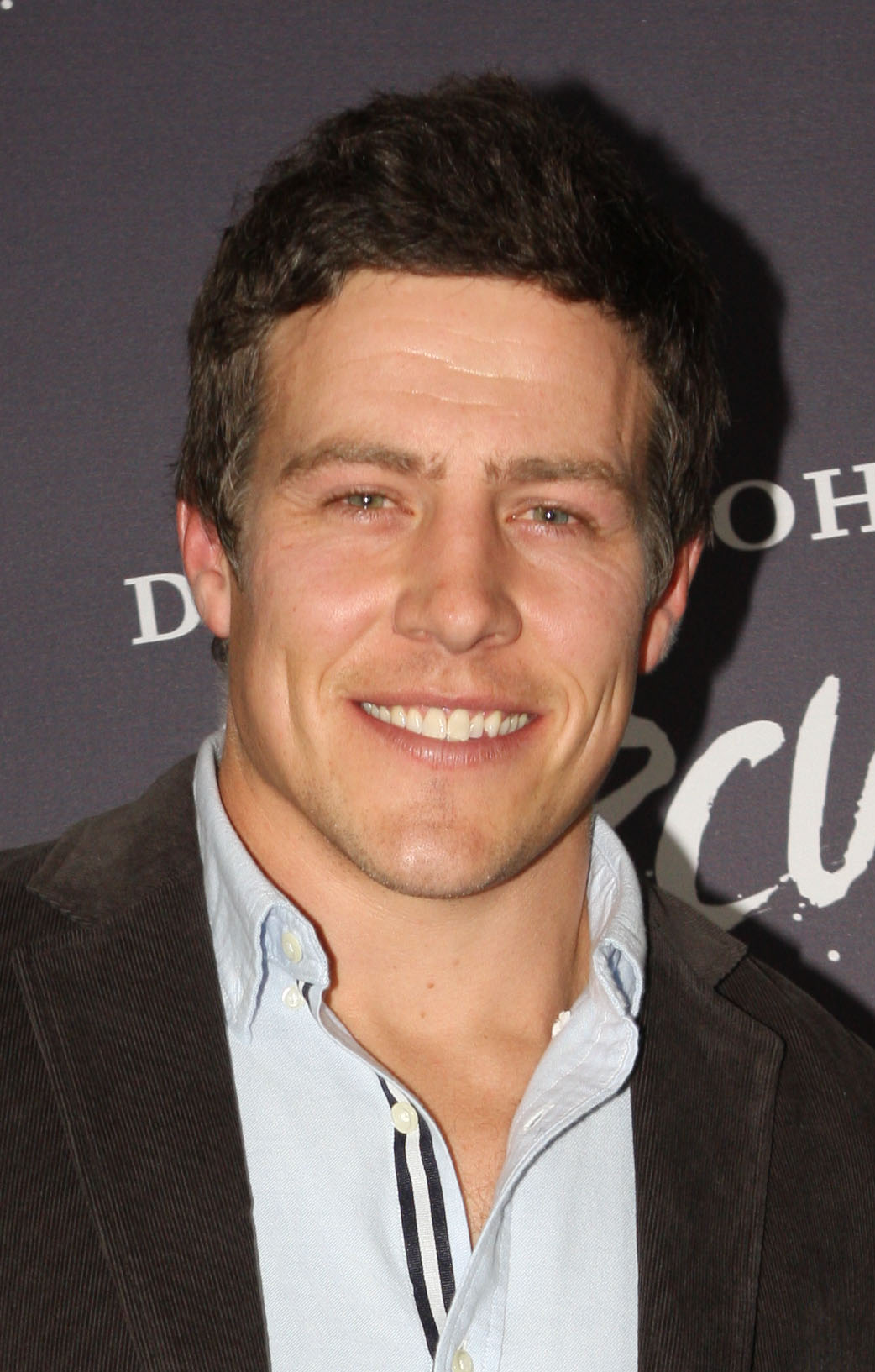
Steve Peacocke (* 1981)

### Pead
- Peada († 656), König des angelsächsischen Königreiches Mercia

### Peag
- Peagler, Curtis (1929–1992), US-amerikanischer Jazz-Alt- und Tenorsaxophonist

### Peah
- Peahu, Kea (* 2007), US-amerikanische Schauspielerin

### Peak
- Peak, Bob (1927–1992), US-amerikanischer Illustrator
- Peak, Whitney (* 2003), kanadische Schauspielerin
- Peake, Archibald (1859–1920), australischer Politiker, dreimaliger Premierminister von South Australia
- Peake, Channing (1910–1989), US-amerikanischer Maler, Zeichner und Rancher
- Peake, Don (* 1940), US-amerikanischer Musiker und Komponist für Filmmusik
- Peake, Frederick Gerard (1886–1970), britischer Offizier, Gründer der 'Arabischen Legion'
- Peake, James (* 1944), US-amerikanischer Generalleutnant, Militärarzt und Politiker
- Peake, John (1924–2022), britischer Hockeyspieler
- Peake, Karolína (* 1975), tschechische Politikerin und Vizeregierungschefin
- Peake, Lara (* 1998), britische Schauspielerin
- Peake, Maxine (* 1974), britische Film- und Theaterschauspielerin sowie HörspielautorinMaxine Peake (* 1974)

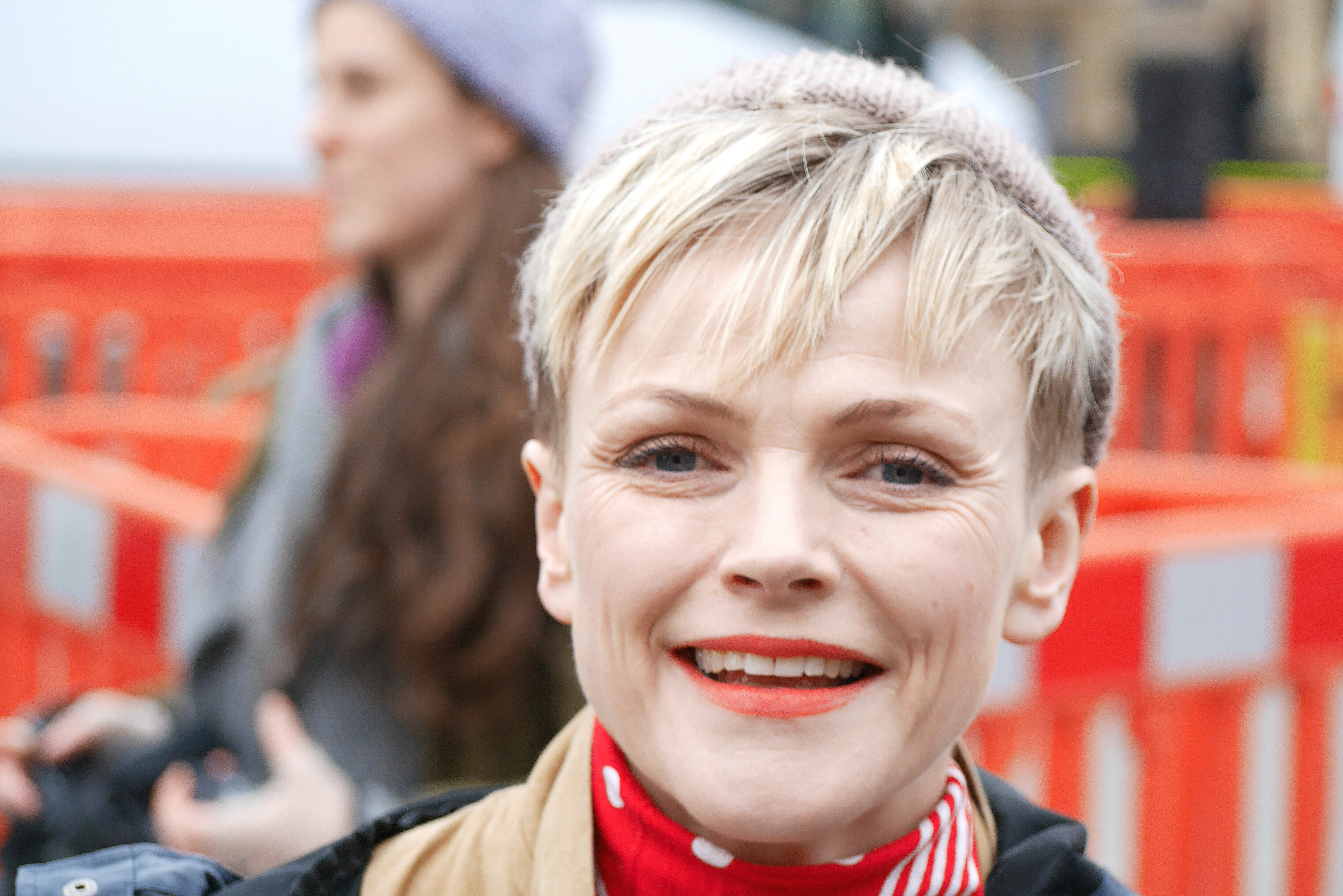
Maxine Peake (* 1974)

- Peake, Mervyn (1911–1968), britischer Schriftsteller und Illustrator
- Peake, Osbert, 1. Viscount Ingleby (1897–1966), britischer Politiker, Mitglied des House of Commons und des House of Lords
- Peake, Pat (* 1973), US-amerikanischer Eishockeyspieler
- Peake, Peter (* 1971), britischer Animator und Filmregisseur
- Peake, Robert, englischer Maler
- Peake, Ryan (* 1973), kanadischer Songwriter und Gitarrist der Rockband Nickelback
- Peake, Sally (* 1986), britische Stabhochspringerin
- Peake, Sarah (* 1957), US-amerikanische Politikerin
- Peake, Thelma (1914–1982), australische Weitspringerin, Hürdenläuferin und Sprinterin
- Peake, Timothy (* 1972), britischer Raumfahreranwärter der ESA
- Peaker, Brian (* 1959), kanadischer Leichtgewichts-Ruderer
- Peaker, Charles (1899–1978), kanadischer Organist, Chorleiter und Musikpädagoge
- Peaker, E. J. (* 1942), US-amerikanische Schauspielerin
- Peaks, Pandora (* 1964), US-amerikanisches Model, Stripperin, Schauspielerin und Pornodarstellerin
- Peaks, Tawny (* 1970), amerikanische Pornodarstellerin

### Peal
- Peal, Ronald Edmund Fraser (1917–1999), britischer Ornithologe
- Peale, Anna Claypoole (1791–1878), US-amerikanische Miniaturmalerin, Porträt-, Stillleben- und Aquarellkünstlerin
- Peale, Charles Willson (1741–1827), US-amerikanischer Porträt- und Landschaftsmaler
- Peale, James (1749–1831), US-amerikanischer Maler
- Peale, Margaretta Angelica (1795–1882), US-amerikanische Stillleben- und Porträtmalerin
- Peale, Mary Jane (1827–1902), amerikanische Malerin
- Peale, Norman Vincent (1898–1993), US-amerikanischer Pfarrer und AutorNorman Vincent Peale (1898–1993)

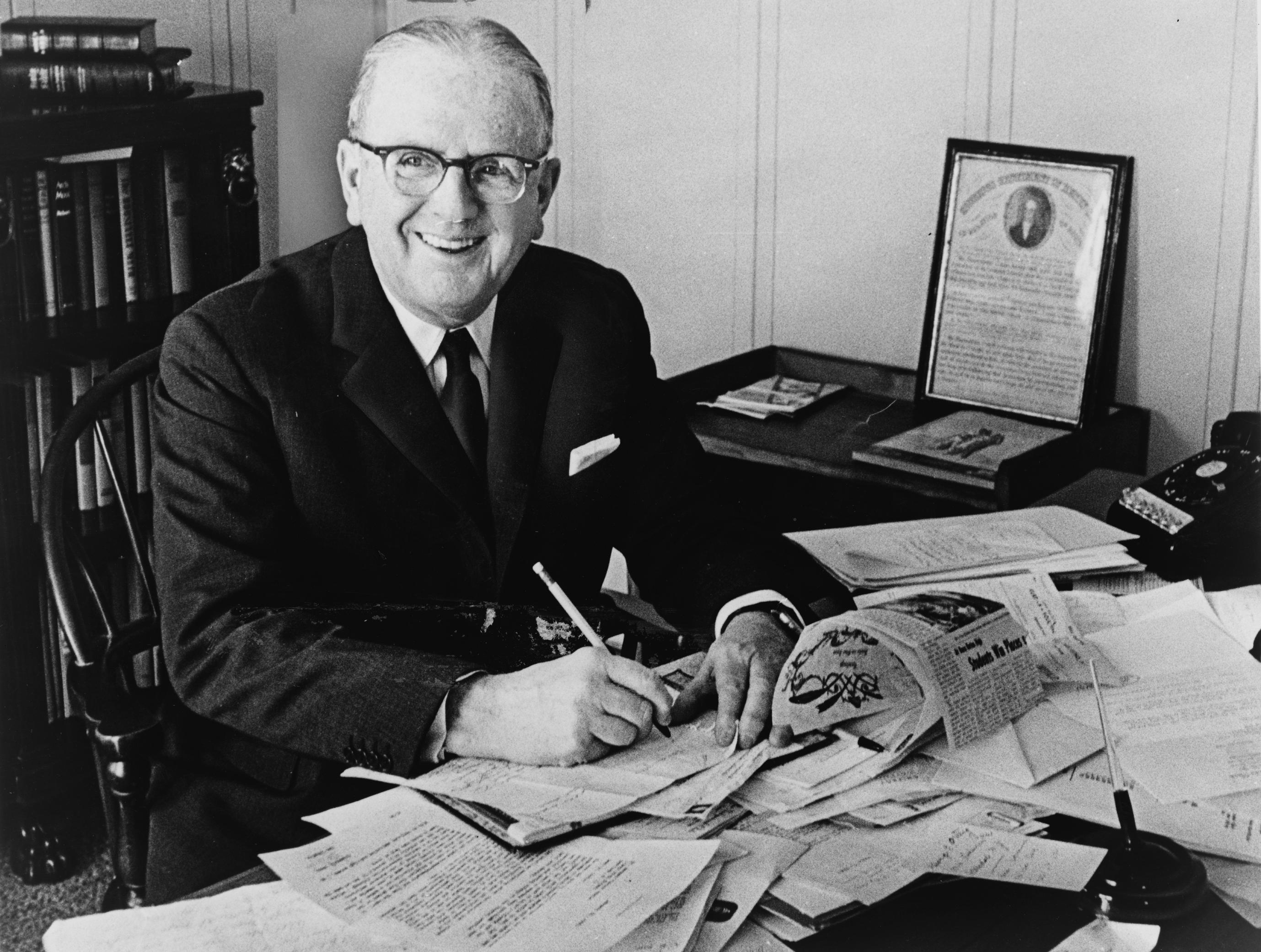
Norman Vincent Peale (1898–1993)

- Peale, Raphaelle (1774–1825), US-amerikanischer Stilllebenmaler
- Peale, Rembrandt (1778–1860), US-amerikanischer Porträt-Maler
- Peale, Rosalba Carriera (1799–1874), amerikanische Malerin
- Peale, Rubens (1784–1865), US-amerikanischer Stilllebenmaler und Museumsdirektor
- Peale, Sarah Miriam (1800–1885), US-amerikanische Malerin
- Peale, Sophonisba Angusciola (1786–1859), amerikanische Quiltkünstlerin und Ornithologin
- Peale, Titian Ramsay (1799–1885), US-amerikanischer Naturforscher und Künstler

### Peam
- Peamwilai Laopeam (* 1983), thailändische Boxerin

### Pean
- Péan, Éric (* 1963), französischer Fußballspieler
- Péan, Ernst (1840–1911), deutscher Politiker
- Péan, Hermann (1807–1868), deutscher Politiker
- Péan, Jules (1830–1898), französischer Chirurg
- Péan, Lionel (* 1956), französischer Segler und Geschäftsmann
- Péan, Pierre (1938–2019), französischer Journalist und Autor
- Péan, Yves-Marie (* 1954), haitianischer Ordensgeistlicher, Bischof von Les Gonaïves
- Peangtarn Plipuech (* 1992), thailändische Tennisspielerin
- Peano, Giuseppe (1858–1932), italienischer MathematikerGiuseppe Peano (1858–1932)

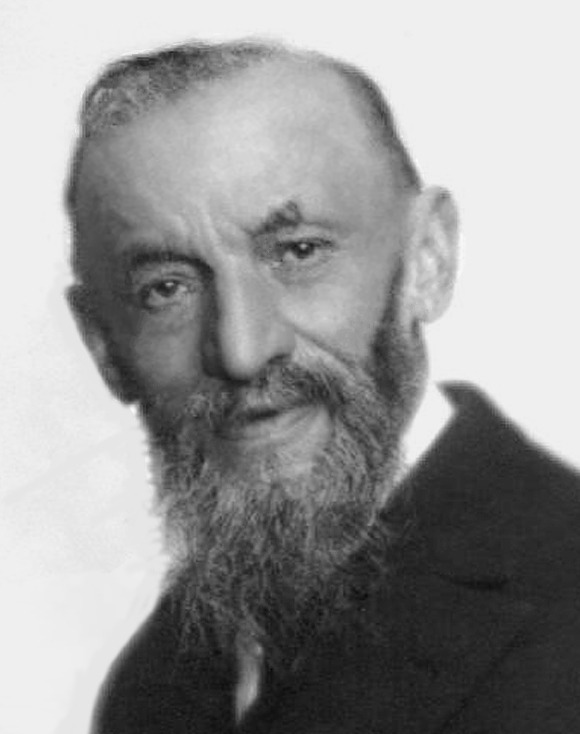
Giuseppe Peano (1858–1932)

- Peanut Butter Wolf (* 1969), US-amerikanischer Hip-Hop-DJ und Musikproduzent

### Pear
- Pear, Dave (* 1953), US-amerikanischer American-Football-Spieler
- Pear, Tom Hatherley (1886–1972), US-amerikanischer Psychologe
- Pearce, Alex (* 1988), irischer Fußballspieler
- Pearce, Alexander (1790–1824), irischer SerienmörderAlexander Pearce (1790–1824)

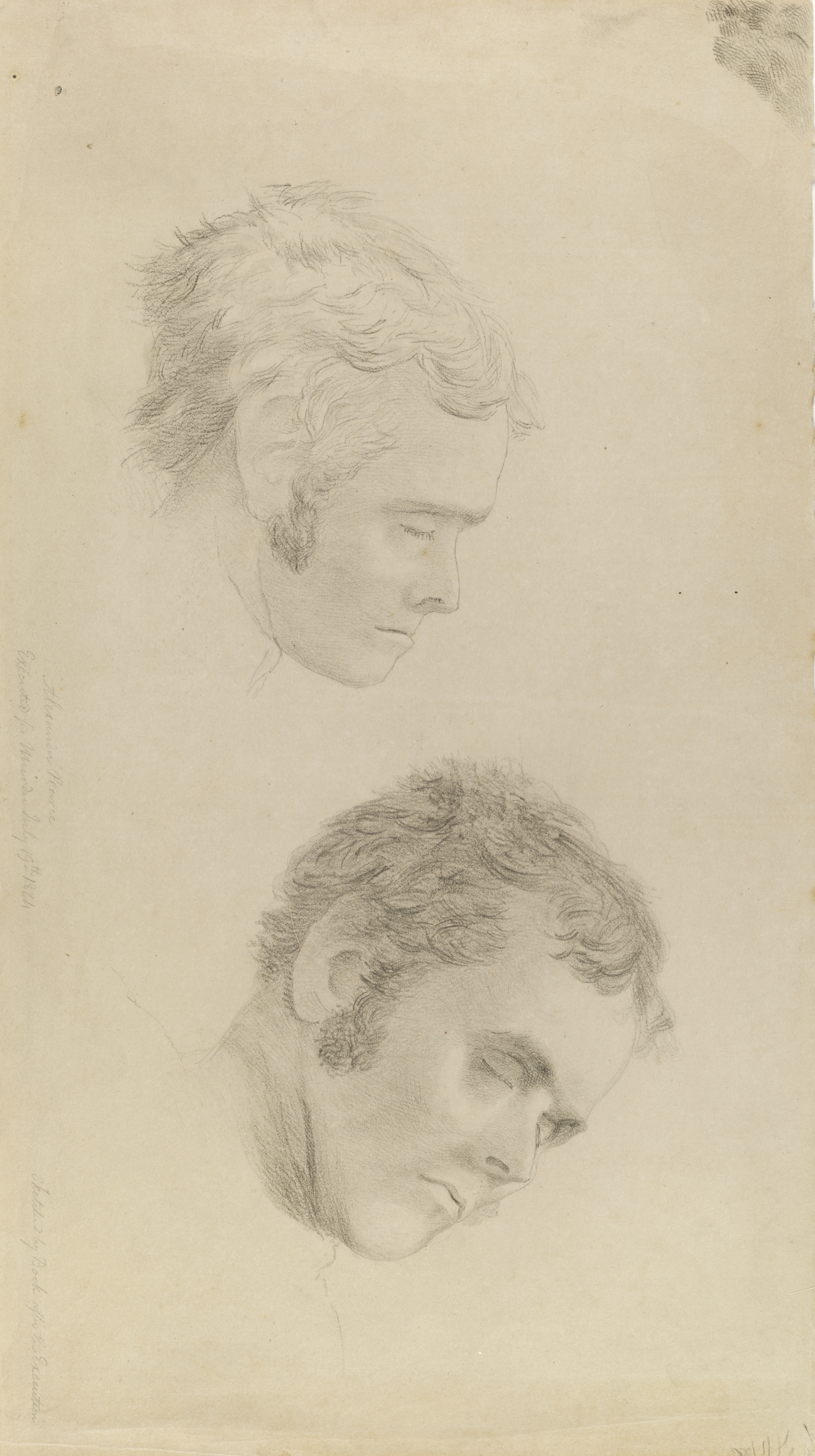
Alexander Pearce (1790–1824)

- Pearce, Alice (1917–1966), US-amerikanische Schauspielerin
- Pearce, Benjamin W. (1816–1870), US-amerikanischer Politiker
- Pearce, Beth, US-amerikanische Politikerin und Treasurer von Vermont
- Pearce, Brad (* 1966), US-amerikanischer Tennisspieler
- Pearce, Bryan (1929–2007), britischer Maler
- Pearce, Carly (* 1990), US-amerikanische Countrysängerin
- Pearce, Charles E. M. (1940–2012), neuseeländischer Mathematiker
- Pearce, Charles Edward (1842–1902), US-amerikanischer Politiker
- Pearce, Charles Sprague (1851–1914), US-amerikanischer Maler
- Pearce, Cheryl, australische Militärangehörige, Generalmajor der Australischen Armee
- Pearce, Christie (* 1975), US-amerikanische Fußballspielerin
- Pearce, Colby (* 1972), US-amerikanischer Bahn- und Straßenradrennfahrer
- Pearce, Colleen (* 1961), australische Hockeyspielerin
- Pearce, Cyril (1908–1990), englischer Fußballspieler
- Pearce, David, britischer Philosoph und Transhumanist
- Pearce, Dick (* 1951), britischer Jazzmusiker
- Pearce, Donn (1928–2017), US-amerikanischer Schriftsteller
- Pearce, Drew (* 1975), britischer Drehbuchautor, Regisseur und Produzent
- Pearce, Dusty (* 1975), US-amerikanisch-deutscher American-Football-Spieler
- Pearce, Dutee Jerauld (1789–1849), US-amerikanischer Jurist und Politiker
- Pearce, Edward Lovett (1699–1733), irischer Architekt
- Pearce, Edward, Baron Pearce (1901–1990), britischer Jurist
- Pearce, Eric (* 1931), australischer Hockeyspieler
- Pearce, Erika L. (* 1972), US-amerikanische Zellbiologin und Immunologin
- Pearce, Frank, US-amerikanischer Spieleentwickler
- Pearce, Fred (* 1951), britischer Autor und Journalist
- Pearce, Gary (* 1944), australischer Ruderer
- Pearce, George (1870–1952), australischer Politiker
- Pearce, George Hamilton (1921–2015), US-amerikanischer Ordensgeistlicher, Erzbischof von Suva
- Pearce, Gordon (* 1934), australischer Hockeyspieler
- Pearce, Guy (* 1967), australisch-britischer SchauspielerGuy Pearce (* 1967)

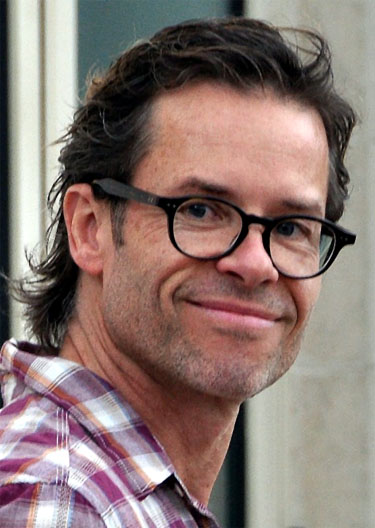
Guy Pearce (* 1967)

- Pearce, Heath (* 1984), US-amerikanischer Fußballspieler
- Pearce, Hen (1777–1809), englischer Boxer in der Bare-knuckle-Ära
- Pearce, Henry (1905–1976), australisch-kanadischer Ruderer
- Pearce, Ian (1921–2012), australischer Jazzmusiker
- Pearce, Ian (* 1974), englischer Fußballspieler
- Pearce, Jacqueline (1943–2018), britische Schauspielerin
- Pearce, James (1805–1862), US-amerikanischer Politiker
- Pearce, James Jr. (* 2003), US-amerikanischer American-Football-Spieler
- Pearce, John (* 1960), kanadischer Springreiter
- Pearce, John (Tennisspieler) (1923–1992), australischer Tennisspieler
- Pearce, John Jamison (1826–1912), US-amerikanischer Politiker
- Pearce, Jordan (* 1986), US-amerikanischer Eishockeytorwart
- Pearce, Joshua, Hochschullehrer und Ingenieurwissenschaftler
- Pearce, Julian (* 1937), australischer Hockeyspieler
- Pearce, Kevin (* 1987), US-amerikanischer Snowboarder
- Pearce, Louise (1885–1959), US-amerikanische Pathologin
- Pearce, Luke (* 1987), englischer Rugby-Union-Schiedsrichter
- Pearce, Mel (1928–2011), australischer Hockeyspieler
- Pearce, Michael (1933–2022), englischer Schriftsteller
- Pearce, Nathaniel (1779–1820), britischer Abenteurer, Afrikareisender und Reiseschriftsteller
- Pearce, Nick (* 1967), englischer Snookerspieler
- Pearce, Philippa (1920–2006), britische Autorin
- Pearce, Robert E. (1908–1996), US-amerikanischer Ringer und Olympiasieger
- Pearce, Roy Harvey (1919–2012), amerikanischer Literaturwissenschaftler
- Pearce, Simon (* 1981), deutscher Schauspieler, Synchronsprecher und ComedianSimon Pearce (* 1981)

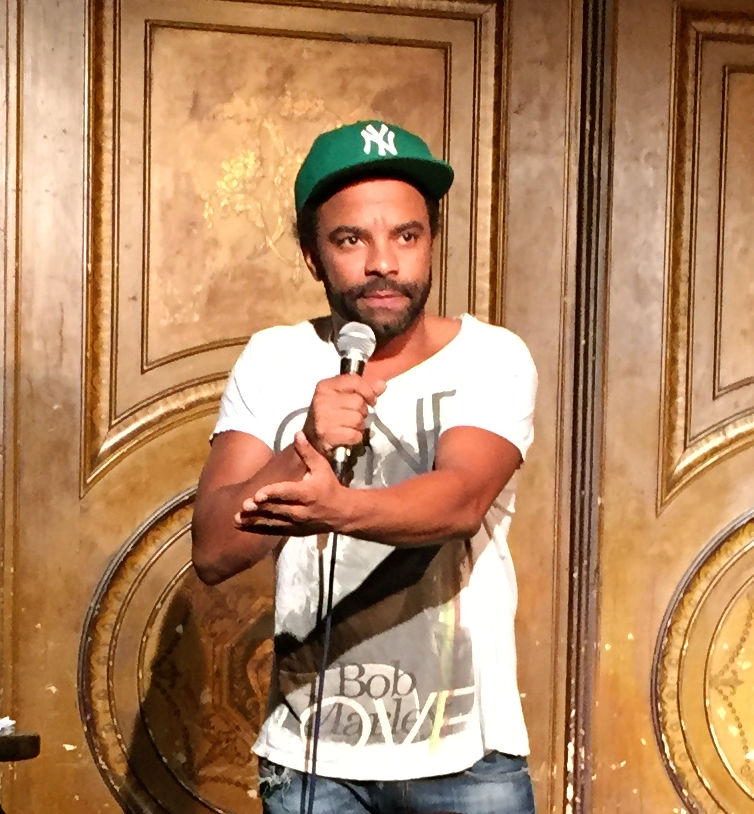
Simon Pearce (* 1981)

- Pearce, Slade (* 1995), US-amerikanischer Schauspieler
- Pearce, Steve (* 1947), US-amerikanischer Politiker (Republikanische Partei)
- Pearce, Stuart (* 1962), englischer Fußballspieler und -trainer
- Pearce-Blumhoff, Christiane (1942–2023), deutsche Schauspielerin
- Pearcey, Mary (1866–1890), britische Mörderin
- Pearcy, Glen (1944–2016), US-amerikanischer Filmemacher und Fotograf
- Peard, Frank (1919–2019), irischer Badmintonspieler
- Peard, Sue (* 1931), US-amerikanisch-irische Badmintonspielerin
- Pearkes, George (1888–1984), kanadischer Generalmajor und Politiker
- Pearl (* 1990), US-amerikanische Dragqueen
- Pearl, Bill (1930–2022), US-amerikanischer Bodybuilder
- Pearl, Cora (1836–1886), englische Halbweltdame, Courtesane in FrankreichCora Pearl (1836–1886)

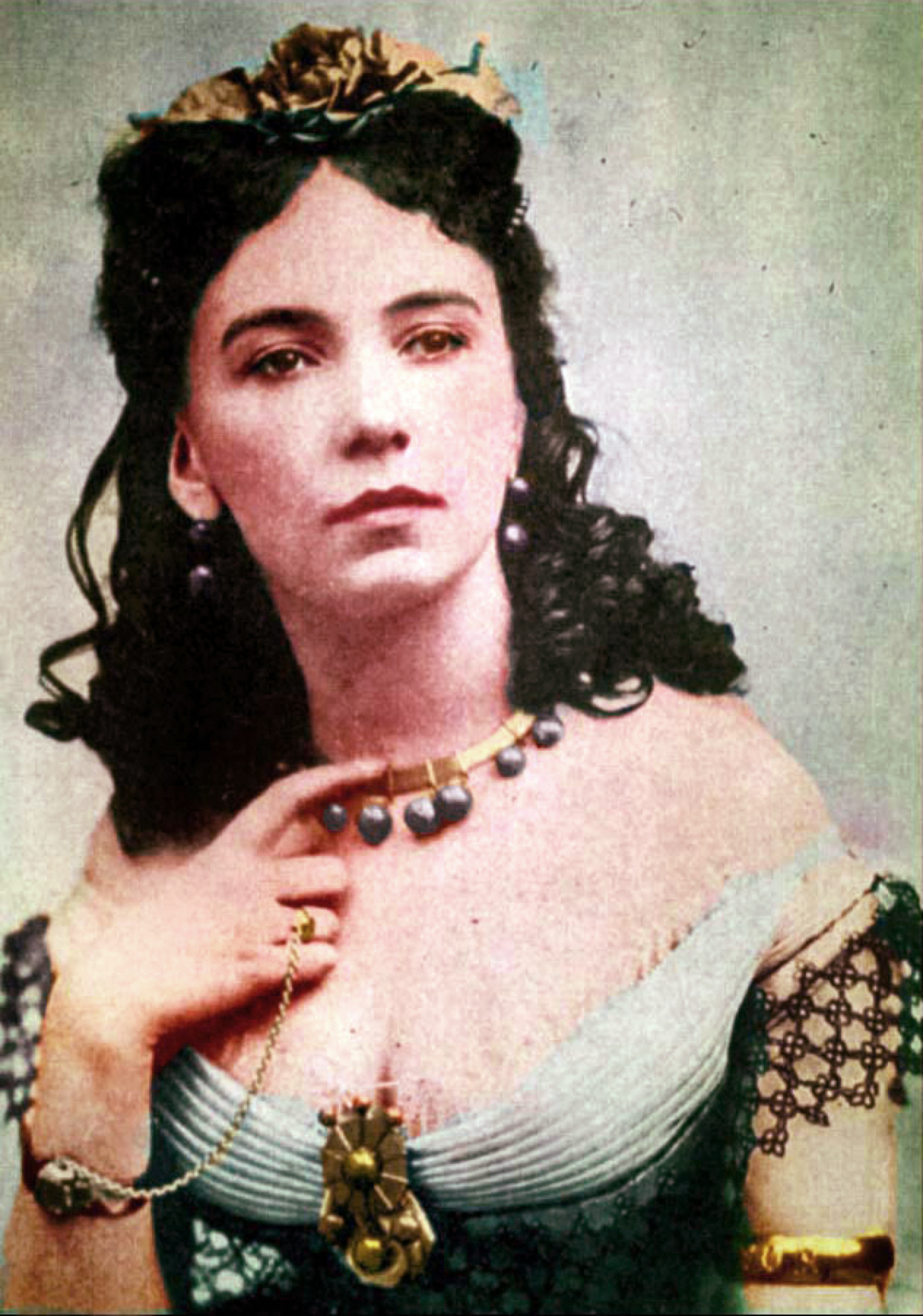
Cora Pearl (1836–1886)

- Pearl, Daniel (* 1951), US-amerikanischer Kameramann
- Pearl, Daniel (* 1963), US-amerikanischer Journalist für The Wall Street Journal
- Pearl, Judea (* 1936), US-amerikanischer Informatiker
- Pearl, Matthew (* 1977), US-amerikanischer Schriftsteller und Literaturwissenschaftler

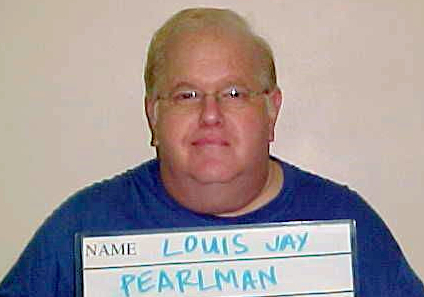
Lou Pearlman (1954–2016)

- Pearl, Michael (* 1945), US-amerikanischer Pastor, Missionar und Autor christlicher Ratgeberbücher
- Pearl, Minnie (1912–1996), US-amerikanische Country-Komikerin
- Pearl, Raymond (1879–1940), US-amerikanischer Biologe und Genetiker
- Pearl, Sensi (* 1988), US-amerikanische Pornodarstellerin
- Pearlman, Daniel J., Filmtechniker
- Pearlman, Lindsey (* 1978), US-amerikanische Schauspielerin
- Pearlman, Lou (1954–2016), US-amerikanischer Fluglinienbetreiber und MusikproduzentLou Pearlman (1954–2016)
- Pearlman, Martin (* 1945), US-amerikanischer Cembalist, Komponist und Dirigent
- Pearlman, Moshe (1911–1986), israelischer Schriftsteller
- Pearlman, Zack (* 1988), US-amerikanischer Schauspieler
- Pearlstein, Elise, US-amerikanische Film- und Fernsehproduzentin
- Pearlstein, Philip (1924–2022), US-amerikanischer Maler und Grafiker
- Pearlstein, Randy (* 1971), US-amerikanischer Schauspieler und Drehbuchautor
- Pearlstein, Rob, Filmproduzent, Filmregisseur und Drehbuchautor
- Pearman, Joseph (1892–1961), US-amerikanischer Geher
- Pearman, Reggie (1924–2012), US-amerikanischer Mittelstreckenläufer
- Pearn, Kris, kanadischer Regisseur und Produzent
- Pearre, George Alexander (1860–1923), US-amerikanischer Politiker
- Pears, Charles (1873–1958), britischer Maler, Illustrator und Plakatkünstler
- Pears, Iain (* 1955), englischer Kunsthistoriker und Schriftsteller
- Pears, Peter (1910–1986), britischer Opernsänger (Tenor)
- Pears, Tim (* 1956), britischer Schriftsteller
- Pearsall, Alan William Halliday (1925–2006), britischer Marinehistoriker
- Pearsall, Phyllis (1906–1996), britische Kartografin, Sachbuchautorin und Malerin
- Pearsall, Robert Lucas (1795–1856), englischer Rechtsanwalt und Komponist
- Pearse, Alfred (1855–1933), britischer Illustrator und Unterstützer der Suffragetten
- Pearse, Anthony G. E. (1916–2003), britischer Mediziner
- Pearse, Jack (* 2002), australischer Beachvolleyballspieler
- Pearse, John (1939–2008), britischer Gitarrist
- Pearse, Lesley (* 1945), britische Schriftstellerin
- Pearse, Patrick (1879–1916), irischer Lehrer, Schriftsteller und Aufständischer
- Pearse, Richard (1877–1953), neuseeländischer Landwirt, Erfinder und Luftfahrtpionier
- Pearson, Adam (* 1985), britischer SchauspielerAdam Pearson (* 1985)

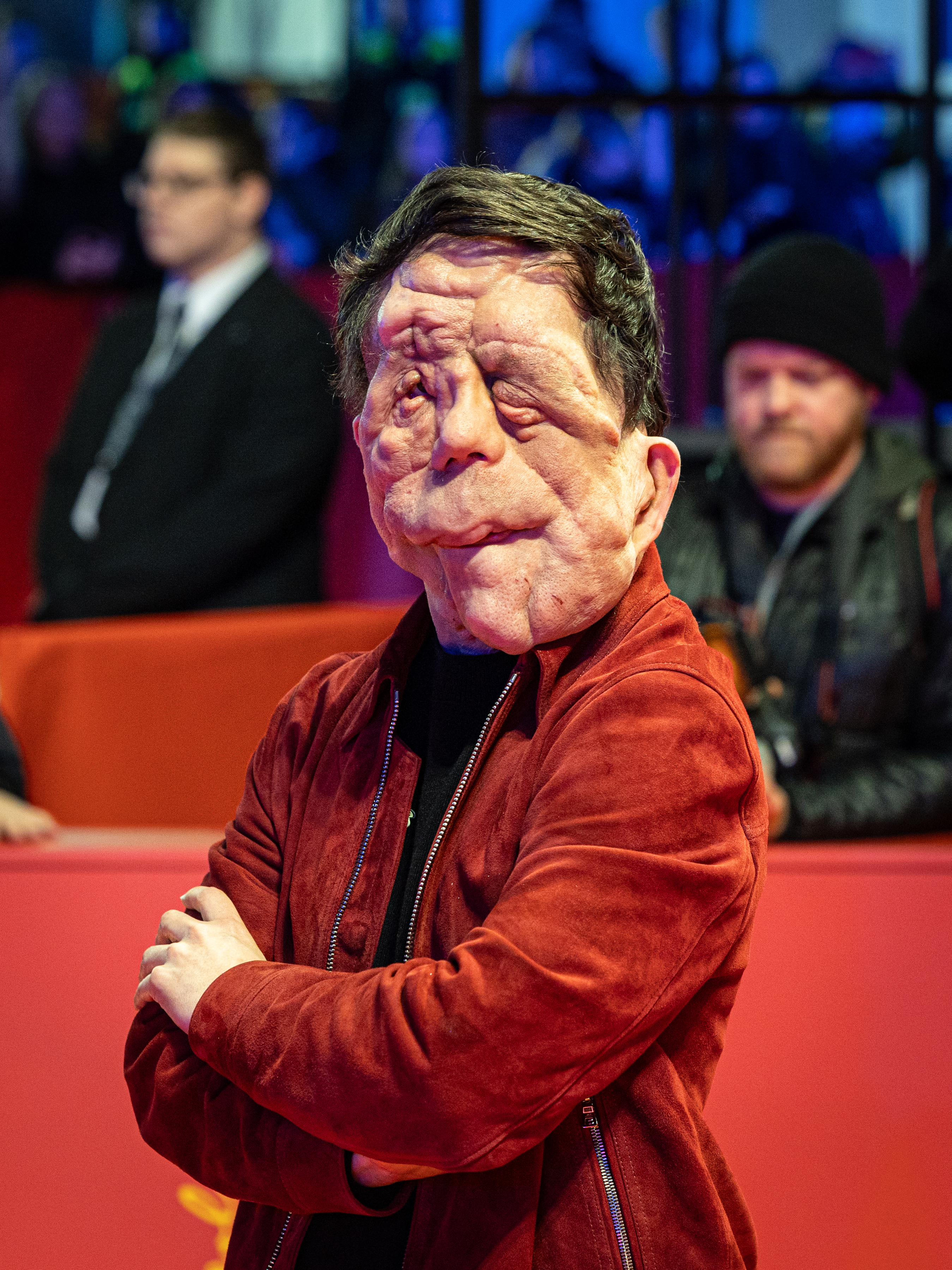
Adam Pearson (* 1985)

- Pearson, Albert J. (1846–1905), US-amerikanischer Politiker
- Pearson, Alfred Chilton (1861–1935), britischer klassischer Philologe
- Pearson, Andrea (* 1977), US-amerikanische Schauspielerin
- Pearson, Annie Seymour (1873–1956), englisch-britische Suffragette
- Pearson, April (* 1989), britische Schauspielerin
- Pearson, Arthur (1897–1980), britischer Politiker (Labour Party), Unterhausabgeordneter
- Pearson, Aylmer Cavendish (1876–1926), britischer Kolonialgouverneur in Nord-Borneo
- Pearson, Big Pete (* 1936), jamaikanischer Blues-Sänger, Gitarrist und Bassist
- Pearson, Bill (1922–2002), neuseeländischer Schriftsteller und Literaturkritiker
- Pearson, Birchall (1914–1960), kanadischer Sprinter
- Pearson, Brian (* 1967), Kameramann
- Pearson, Carol S. (* 1944), US-amerikanische Psychologin, Hochschullehrerin, Autorin
- Pearson, Charles (1793–1862), britischer Politiker und Eisenbahnpionier
- Pearson, Charles, Lord Pearson (1843–1910), britischer Jurist und Politiker, Unterhausabgeordneter
- Pearson, Colin, Baron Pearson (1899–1980), britischer Jurist
- Pearson, Dan (* 1964), englischer Gartengestalter
- Pearson, David (1934–2018), US-amerikanischer NASCAR-Rennfahrer
- Pearson, David (* 1959), englischer Squashspieler und Squashtrainer
- Pearson, Drew (* 1951), US-amerikanischer American-Football-Spieler und Unternehmer
- Pearson, Duke (1932–1980), US-amerikanischer Jazz-Pianist, -Produzent und -Komponist
- Pearson, Eddie (1928–1978), englischer Fußballschiedsrichter
- Pearson, Egon (1895–1980), britischer Statistiker
- Pearson, Elaine (* 1975), australische Journalistin, Menschenrechtsaktivistin
- Pearson, Eric (* 1980), US-amerikanischer Drehbuchautor
- Pearson, Ewan (* 1972), britischer DJ und Musikproduzent
- Pearson, Felicia (* 1980), US-amerikanische Schauspielerin und AutorinFelicia Pearson (* 1980)

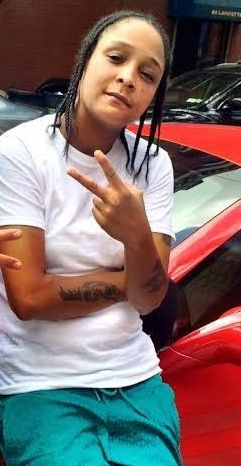
Felicia Pearson (* 1980)

- Pearson, Frederick (1861–1915), US-amerikanischer Ingenieur und Unternehmer
- Pearson, Geoffrey Arthur Holland (1927–2008), kanadischer Diplomat
- Pearson, George (1875–1973), britischer Filmregisseur, -produzent und Drehbuchautor
- Pearson, Gerald (1905–1987), US-amerikanischer Physiker
- Pearson, Giles B., britischer Philosoph und Philosophiehistoriker
- Pearson, Glen (1907–1976), australischer Politiker (Liberal and Country League)
- Pearson, Graeme (* 1950), schottischer Politiker
- Pearson, Herron C. (1890–1953), US-amerikanischer Politiker
- Pearson, Homer L. (1900–1985), US-amerikanischer Politiker
- Pearson, Ian (* 1974), englischer Badmintonspieler
- Pearson, Jack (* 1989), australischer Schauspieler
- Pearson, James (1873–1950), US-amerikanischer Politiker
- Pearson, James B. (1920–2009), US-amerikanischer Politiker
- Pearson, Jesse (1930–1979), US-amerikanischer Sänger, Schauspieler, Drehbuchautor
- Pearson, Joel (* 1983), australischer Straßenradrennfahrer
- Pearson, John James (1800–1888), US-amerikanischer Politiker
- Pearson, John Loughborough (1817–1897), englischer Architekt (Neugotik)
- Pearson, Joseph (1776–1834), US-amerikanischer Politiker
- Pearson, Joseph (* 1975), kanadischer Essayist, Kulturhistoriker und Journalist
- Pearson, Justin (* 1995), US-amerikanischer Politiker
- Pearson, Karl (1857–1936), britischer Mathematiker
- Pearson, Keir (* 1966), US-amerikanischer Drehbuchautor
- Pearson, Larry (* 1953), US-amerikanischer NASCAR-Rennfahrer
- Pearson, Lee (* 1974), britischer Dressurreiter im Behindertensport
- Pearson, Lester (1897–1972), kanadischer Politiker und Diplomat
- Pearson, Luke, britischer Comicautor und -illustratorLuke Pearson

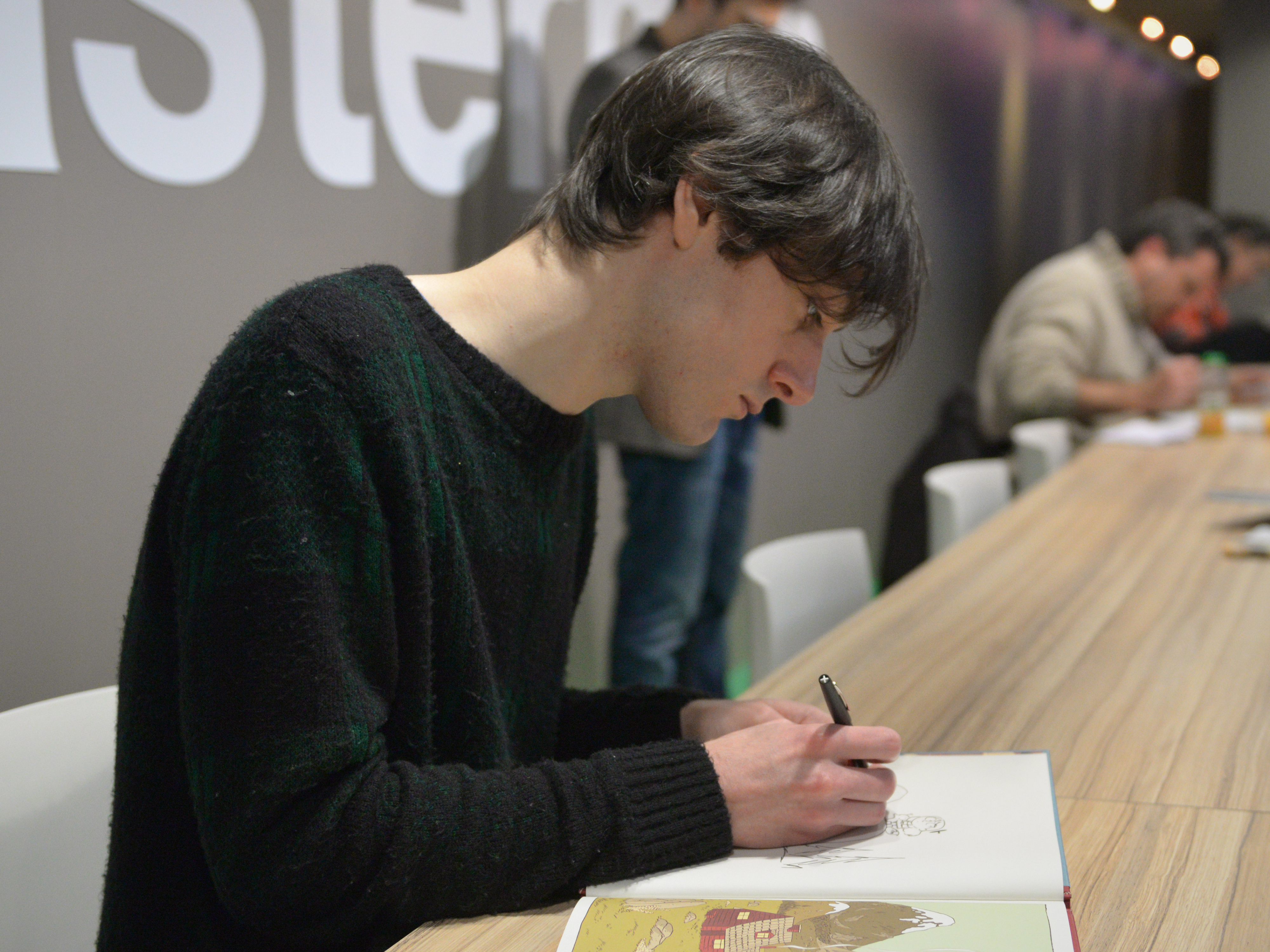
Luke Pearson

- Pearson, Malcolm, Baron Pearson of Rannoch (* 1942), britischer Politiker
- Pearson, Marie, neuseeländische Squashspielerin
- Pearson, Mary E. (* 1955), US-amerikanische Jugendbuchautorin
- Pearson, Mattathias († 2017), US-amerikanischer Jazzmusiker (Kontrabass, Arrangement)
- Pearson, Michael (* 1924), britischer Journalist und Schriftsteller
- Pearson, Michael (* 1949), US-amerikanischer Schriftsteller und Hochschullehrer
- Pearson, Michelle (* 1962), australische Schwimmerin
- Pearson, Mitchell (* 1987), australischer Bahn- und Straßenradrennfahrer
- Pearson, Morgan (* 1993), US-amerikanischer Triathlet
- Pearson, Nick (* 1979), US-amerikanischer Eisschnellläufer
- Pearson, Nigel (* 1963), englischer Fußballspieler und -trainer
- Pearson, Noel, irischer Filmproduzent
- Pearson, Paul Martin (1871–1938), US-amerikanischer Hochschullehrer und Politiker
- Pearson, Ralph G. (1919–2022), US-amerikanischer Chemiker
- Pearson, Richard (1918–2011), walisischer Schauspieler
- Pearson, Richard (* 1961), US-amerikanischer Filmeditor
- Pearson, Richmond (1852–1923), US-amerikanischer Politiker und Diplomat
- Pearson, Ridley (* 1953), US-amerikanischer Schriftsteller
- Pearson, Roy (* 1949), US-amerikanischer Verwaltungsrichter
- Pearson, Sally (* 1986), australische Hürdenläuferin und Sprinterin
- Pearson, Stan (1919–1997), englischer Fußballspieler und -trainer
- Pearson, Stephen (* 1982), schottischer Fußballspieler
- Pearson, Stuart (* 1949), englischer Fußballspieler
- Pearson, Tanner (* 1992), kanadischer Eishockeyspieler
- Pearson, Thomas (1914–2019), britischer General
- Pearson, Thomas Wulstan (1870–1938), britischer Ordensgeistlicher und römisch-katholischer Bischof von Lancaster
- Pearson, Todd (* 1977), australischer Schwimmer
- Pearson, Virginia (1886–1958), amerikanische Bühnen- und Filmschauspielerin
- Pearson, Walter (1929–2006), US-amerikanischer Pokerspieler
- Pearson, Walter E. (1874–1941), US-amerikanischer Geschäftsmann und Politiker (Demokratische Partei)
- Pearson, Walter J., US-amerikanischer Geschäftsmann und Politiker (Demokratische Partei)
- Pearson, Willard (1915–1996), US-amerikanischer Offizier, Generalleutnant der US Army
- Pearson, William (1934–1995), US-amerikanischer Sänger (Bariton)
- Peart, Fred, Baron Peart (1914–1988), britischer Politiker
- Peart, Jack (1888–1948), englischer Fußballspieler und -trainer
- Peart, Michael (* 1948), jamaikanischer Politiker (PNP)
- Peart, Neil (1952–2020), kanadischer Texter und Schlagzeuger der Rockband Rush
- Peary, Josephine (1863–1955), US-amerikanische Polarforscherin und Schriftstellerin
- Peary, Robert Edwin (1856–1920), US-amerikanischer Ingenieur und PolarforscherRobert Edwin Peary (1856–1920)

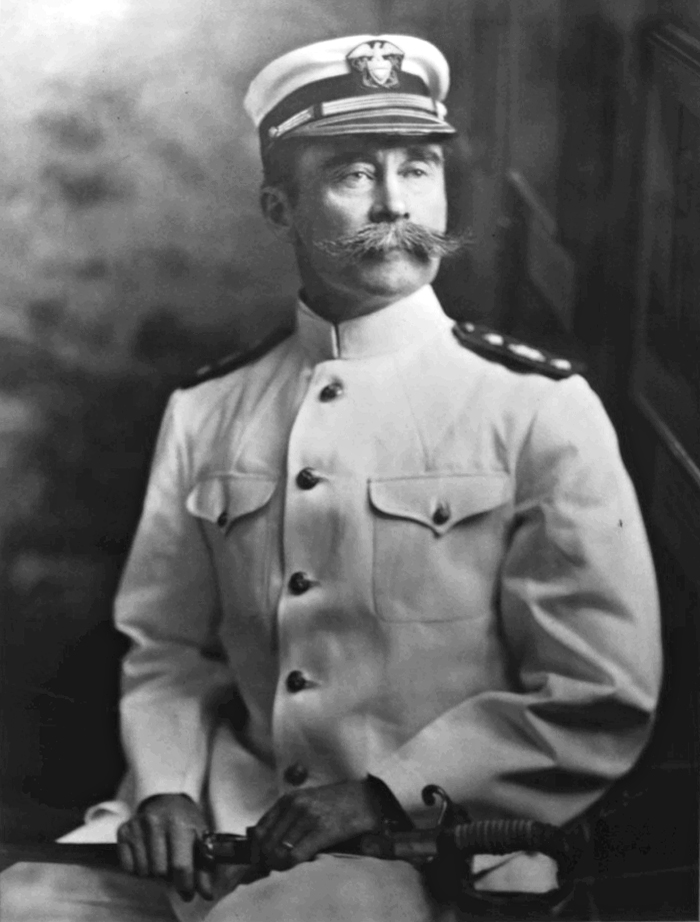
Robert Edwin Peary (1856–1920)

### Peas
- Pease Olson, Heather (* 1975), US-amerikanische Synchronschwimmerin
- Pease, Al (1921–2014), kanadischer Automobilrennfahrer
- Pease, Allan (* 1952), australischer Autor
- Pease, Arthur Stanley (1881–1964), US-amerikanischer Klassischer Philologe und Hobbybotaniker
- Pease, Arthur, 1. Baronet (1866–1927), britischer Politiker, Wirtschaftsmanager und Unternehmer
- Pease, Ben, US-amerikanischer Blackbirder, Kapitän und Sklavenhändler
- Pease, Don (1931–2002), US-amerikanischer Politiker
- Pease, Edward (1767–1858), britischer Geschäftsmann
- Pease, Edward A. (* 1951), US-amerikanischer Politiker
- Pease, Elisha M. (1812–1883), US-amerikanischer Politiker, 5. und 14. Gouverneur von Texas
- Pease, Francis G. (1881–1938), US-amerikanischer Astronom
- Pease, Harry (1886–1945), US-amerikanischer Liedtexter und Songwriter
- Pease, Henry R. (1835–1907), US-amerikanischer Politiker
- Pease, Jack, 1. Baron Gainford (1860–1943), britischer Politiker, Unterhausabgeordneter und Peer
- Pease, Joseph, 3. Baron Gainford (1921–2013), britischer Peer
- Pease, Marian (1859–1954), britische Sozialarbeiterin und Hochschullehrerin
- Pease, Robert Allen (1940–2011), US-amerikanischer Pionier bei der Entwicklung analoger integrierter Schaltkreise (IC)
- Pease, Theodore Calvin (1887–1948), US-amerikanischer Historiker
- Peasgood, Harold, Techniker
- Peasgood, Julie (* 1956), britische Schauspielerin, Fernsehmoderatorin, Autorin und Sprecherin
- Peaslee, Charles H. (1804–1866), US-amerikanischer Politiker
- Peasley, Cheryl (* 1951), australische Mittelstreckenläuferin und Sprinterin

### Peat
- Peat, Andrus (* 1993), US-amerikanischer American-Football-Spieler
- Peat, Bernhard (* 1956), deutsch-amerikanischer Basketballspieler
- Peat, F. David (1938–2017), britischer Physiker und Autor
- Peat, Stanley (1902–1969), britischer Chemiker
- Peat, Steve (* 1974), britischer Mountainbikefahrer
- Peat, Val (1947–1997), britische Sprinterin
- Peate, Iorwerth (1901–1982), walisischer Volkskundler, Autor, Akademiker, Dichter und Literaturkritiker
- Peate, Ted (1855–1900), englischer Cricketspieler
- Peattie, Cathy (* 1951), schottische Politikerin
- Peattie, Elia W. (1862–1935), US-amerikanische Autorin und Journalistin
- Peattie, Lisa (1924–2018), US-amerikanische Anthropologin
- Peaty, Adam (* 1994), britischer SchwimmerAdam Peaty (* 1994)

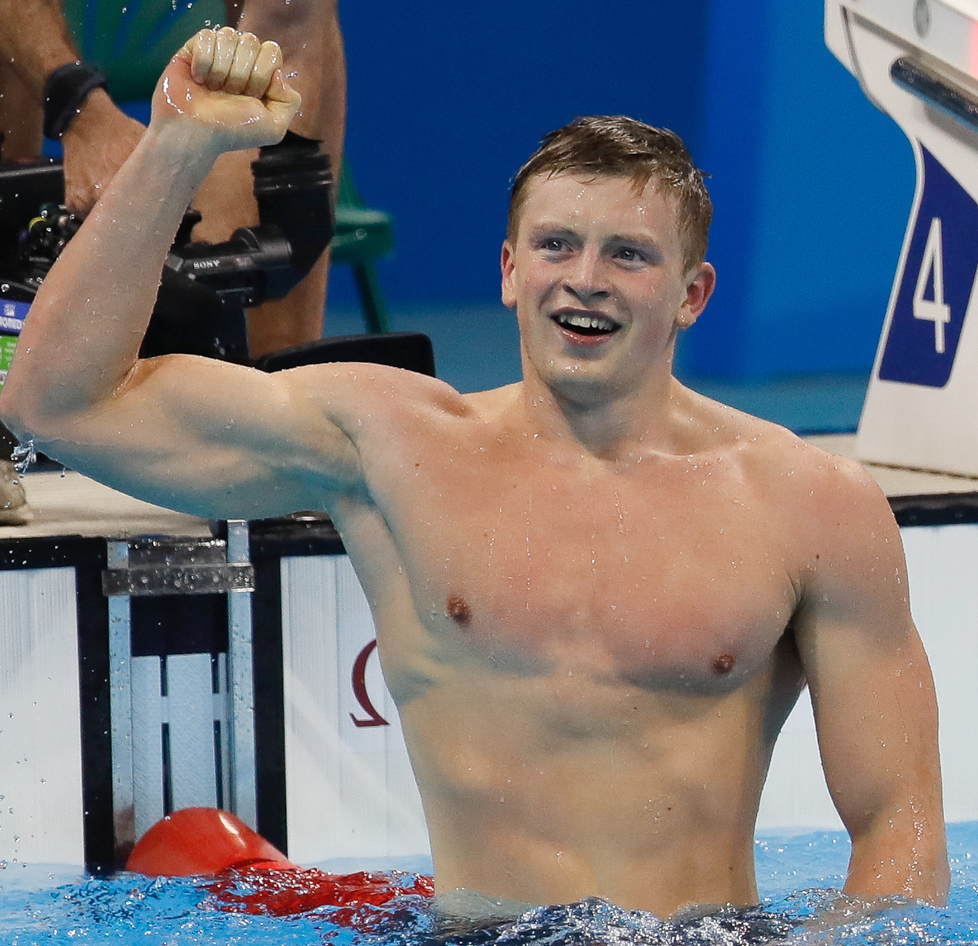
Adam Peaty (* 1994)

### Peau
- Peau, Richard (* 1936), deutscher Schauspieler bei Bühne und Fernsehen
- Peaucellier, Charles-Nicolas (1832–1919), französischer Militär und Mathematiker

### Peav
- Peavey, Hubert H. (1881–1937), US-amerikanischer Politiker
- Peavy, Jake (* 1981), US-amerikanischer Baseballspieler
- Peavy, Nathan (* 1985), US-amerikanischer Basketballspieler

### Peay
- Peay, Austin (1876–1927), US-amerikanischer Politiker
- Peay, J. H. Binford III. (* 1940), US-amerikanischer General, ehemaliger Kommandeur des US Central Command